# .(La Société de conservation du présent)
.(La Société de conservation du présent) est un collectif d'artistes canadien, basé au Québec ; il a été fondé en 1985 à Montréal avant de se dissoudre en 1994,. 
Formé d'Alain Bergeron, Philippe Côté et Jean Dubé, le collectif s'intéressait à « l'ordre du monde, le vingtième siècle, le langage, la technique, la muséologie, la libre circulation des archives et la dette du Tiers-Monde ». Parmi les personnes contributrices se trouvent Myriam Cliche, poète et illustratrice. 
Une exposition tenue à Philadelphie pour le centième anniversaire de Marcel Duchamp permet de les faire connaître. 
Leurs travaux ont fait l'objet d'une monographie rétrospective, publiée en 2013,.

## Œuvres
- Combien de vies ?, vidéo, 1987[7].
- Pour une nouvelle cartographie, collage, 1985[8].